# 久世暉之
久世 暉之（くぜ てるゆき）は、江戸時代中期の下総国関宿藩主。関宿藩久世家3代。

## 生涯
元禄12年（1699年）、当時は三河吉田藩主だった久世重之の四男として三河吉田で生まれる。重之は宝永2年（1705年）に関宿へ転封された。兄3人が早世したために世子となり、正徳3年（1713年）3月7日に従五位下・隠岐守に叙位・任官する。享保5年（1720年）、父の死去により家督を継いだ。このとき、弟の久世広籌に5000石を分与した。
寛保2年（1742年）、寛保二年江戸洪水により、関宿城および領内に甚大な被害を受ける。延享2年（1745年）9月3日に讃岐守に遷任する。寛延元年（1748年）8月22日に養子の広明に家督を譲って隠居する。
寛延2年（1749年）8月18日に死去した。享年51。

## 系譜
父母
- 久世重之（父）

正室
- 慈照院、於染 ー 津軽信寿の娘

養子
- 久世広明 ー 久世広武の長男